# Smerfne Hity
Smerfne Hity – seria kaset magnetofonowych i płyt CD na podstawie szwedzkiego formatu Smurfhits, zawierających znane utwory popowe w nowej aranżacji, skierowane głównie do dzieci w wieku 4-8 lat. Wydawana od marca 1997, ostatnia składanka ukazała się w marcu 2012.
Teksty do większości piosenek napisali Jacek Cygan, Jan Kazimierz Siwek oraz Ryszard Makowski i Wiesław Tupaczewski z kabaretu OT.TO. Aranżacje do większości utworów stworzył Emil Jeleń, kompozytor, aranżer, producent  i muzyk m.in. zespołu Top One. Produkowano je w oparciu o umowę z PEYO – IMPS Belgia, którzy są prawnym właścicielem wizerunku Smerfów.
Płyta promocyjna z kilkoma singlami została wydana w lutym 1997. Wśród piosenek były m.in. „Smerfy płyną zwiedzać świat”, „To jest Smerfów świat”, „Jestem w bajce po to” i „Smerfny mix”. Utwory „Były sobie Smerfy” (ze Smerfnych Hitów 2), „Mix piosenek ze Smerfnych Hitów 3” i „Mix piosenek ze Smerfnej Zimy” zostały wyemitowane w programie „Disco Relax” emitowanym w Polo TV (w cyklu Hity małego kosmity). „Mix Smerfnych Hitów 3”, „Mix Smerfnych Hitów 4” i „Mix Smerfnych Hitów 7” zostały wyemitowane w 30 ton – lista, lista przebojów w TVP2.
Smerfne Hity pokryły się dwukrotnie platyną w kwietniu 1997, a poczwórnie – w marcu 1998, Smerfne Hity 2 uzyskały status platynowej płyty w grudniu 1997, „Smerfna Zima” w styczniu 1998. Sukces powtórzyły Smerfne Hity 3 i Smerfne Hity 4, które pokryły się platyną w maju 2000. W grudniu 2000 status złotej płyty osiągnęły Smerfne Hity 8.
Przez pierwsze cztery lata Smerfne Hity zostały zakupione w Polsce w liczbie 1 miliona i 160 tys. nośników. W Europie liczba ta sięgnęła ponad 10 milionów.

## Dane techniczne
Wydawca: Pomaton EMI

W nagraniach udział wzięli:
- Ewa Kania – Smerfetka (śpiew, chórki, rap)
- Joanna Jabłczyńska
- Sara Müldner
- Tomasz Bednarek
- Artur Pontek – Smerf Ciamajda (śpiew, chórki, rap)
- Mirosław Wieprzewski – Gargamel – zły czarnoksiężnik (śpiew, chórki, rap)
- Jarosław Domin
- Piotr Dobrowolski

## Lista utworów

### Smerfne Hity(3 marca1997)[7]
1. Smerfy płyną zwiedzać świat (Captain Jack – „Captain Jack”)
2. Nie ma sprawy (La Bouche – „Be My Lover”)
3. To jest Smerfów świat („Kommt ins Schlumpfenland”)
4. Jestem w bajce po to (Maanam – „Po to jesteś na świecie”)
5. To nasz cudowny świat (Ace of Base – „Beautiful Life”)
6. Chodź na party (DJ BoBo – „There Is a Party”)
7. Dubu dubi dub – Piosenka Gargamela (Me & My – „Dub-I-Dub”)
8. Piękna Smerfetka („Smurfland Olympics”)
9. A one były już wszędzie (Fun Factory – „I Wanna Be With You”)
10. Na balu u Gargamela (Szwagierkolaska – „U cioci na imieninach”)
11. Bezbarwny Smerf („The Smurfing Way”)
12. Jak dobrze być Smerfem (Justyna Steczkowska – „Dziewczyna Szamana”)
13. Niech żyje Smerfów świat („Chanson Schtroumpf TV”)

### Smerfne Hity 2(1 września1997)[8]
1. Były sobie Smerfy (Scatman – „Scatman's World”)
2. Smerfy na start (Worlds Apart – „Baby Come Back”)
3. Niebieskie lśnią kropelki („Smurfing World”)
4. Budzi go śmiech (Robert Chojnacki – „Budzikom śmierć”)
5. Smerfny taniec połamaniec (Mr. President – „I Give You My Heart”)
6. Nie ma takiego numeru („Small Talk”)
7. Smerfny taniec czi-ki-ta (Carrapicho – „Tic Tic Tac”, polska wersja: Michał Gielniak – „19 miał lat”)
8. Smerforobik (Whigfield – „Saturday Night”)
9. Smerfne marzenie o zimie (Formacja Nieżywych Schabuff – „Lato”)
10. Smerfna wycieczka („Smurfing Down the Highway”)
11. Nieważne kto jest mniejszy (Fun Factory – „Celebration”)
12. To tylko smerfne są horrory („The Only Way”)

### Smerfna Zima(1 grudnia1997)[9][10]
1. Dzyń, Dzyń, Dzyń („Jingle Bells”)
2. Idą, idą święta („Xmas with the Smurfs”)
3. Smerfy mają próbę chóru („Deck the Halls”)
4. Jedzie przez las Mikołaj („A Merry Smurfing Xmas”)
5. Szczęśliwego Smerfnego roku („We Wish You a Merry Christmas”)
6. Smerfne życzenia dla dzieci („I Saw Three Ships”)
7. Dziecięce kartki świąteczne dla Smerfów (Majka Jeżowska – „Wszystkie dzieci nasze są”)
8. Trzy bałwanki („On This Smurfary Day”)
9. Zakochany Zgrywus (Krzysztof Antkowiak – „Zakazany owoc”)
10. Smerfny walczyk na łyżwach („Smurfs in the Show”)
11. Na straży czyli Smerfna zabawa w karnawale (Majka Jeżowska – „Na plaży”)
12. Pada śnieg jak w Smerfa śnie (Edyta Górniak i Krzysztof Antkowiak – „Pada śnieg”)

### Smerfne Hity 3(23 marca1998)[11]
1. To nasz Papa Smerf (Aqua – „Barbie Girl”)
2. Uśmiechnij się jak Smerf („The Line Dance Smurf”)
3. Odlotowy czas (Just 5 – „Kolorowe sny”)
4. A ja tam wejdę (Alexia – „Uh La La La”)
5. Radio, smerfne radio („A Silly Song”)
6. Harmoniusz gra (Yaro – „Rowery dwa”)
7. Smerfiki bawią się („A Smurfing Kind of Guy”)
8. Smerfni piraci (Tic Tac Toe – „Mr. Wichtig”)
9. Klakier (Elektryczne Gitary – „Kiler”)
10. Dzieci lubią Smerfy (Fool's Garden – „Lemon Tree”)
11. Telefon numer 606 (Natalia Kukulska – „W biegu”)
12. Jodłujący Smerf („The Yodelling Smerf”)
13. Smerfuj z nami (L.O.27 – „Mogę wszystko”)

### Smerfne Hity 4(5 października1998)[12]
1. Leśne tango (Budka Suflera – „Takie tango”)
2. Smerfna parada („Football Forever”)
3. Jeść nam się chce (Village People – „YMCA”)
4. Dobrze się baw (DJ BoBo – „Where Is Your Love”)
5. Gdy są czyjeś urodziny (Goya – „Bo Ya”)
6. Smerfni kowboje („Smurfing Throughout the Years”)
7. Największe marzenie Ciamajdy (Kayah – „Supermenka”)
8. Smerfiki nie płaczą (T.Love – „Chłopaki nie płaczą”)
9. Smerfna zielona noc (Reni Jusis – „Zakręcona”)
10. Sięgaj do gwiazd (No Mercy – „Where Do You Go”)
11. Smerfy na rowerach (Hi Street – „Dynamit”)
12. Tak żyją sobie Smerfy dwa („The Smurfing Life”)
13. Smerfny raj (Coolio – „Gangsta’s Paradise”)
14. Kołysanka Smerfetki („Your Xmas Wish”)

### Smerfne Hity 5(22 maja1999)[13]
1. Bajlandio, Bajlandio (Loona – „Bailando”)
2. Plażowe Smerfy („We're Going Smurfing”)
3. Dzień Zgrywusa („Upływa szybko życie”)
4. On ma hart (Modern Talking – „You're My Heart, You're My Soul”)
5. Jakie są Smerfy („Smurfworld”)
6. Marzenia Gargamela smerfojada („Gdybym miał gitarę...” – piosenka biesiadna) (Czarne oczy)
7. Nuda-maruda (Cartoons – „Doodah!”)
8. Dziurkacz do sera („Obozowe tango”)
9. Straszny Harmonius („Smurfette We Love You”)
10. Zrobimy smerfne disco (Vengaboys – „We Like To Party!”)
11. Soczek smerfnojagodowy („Na dancingu”)
12. Ciuciubabka, smerfobabka („Jokey Smurf”)

### Smerfne Hity 6(27 listopada1999)[14]
1. Tak miło było (Lou Bega – „Mambo No. 5”, polska wersja: Michał Gielniak - „Masz to number 5!”)
2. Niebieskie milenium („Blue Millenium”)
3. Prawy do smerfnego (Kayah i Bregović – „Prawy do lewego”)
4. Pizza Łasucha (Vengaboys – „We’re Going to Ibiza”)
5. Smerfny balon („Our Lovely Smurf Ballon”)
6. Slajdy z marzeń Ciamajdy (Enrique Iglesias – „Bailamos”, polska wersja: Michał Gielniak - „Bailamos”)
7. Plum, plum, plum (Vengaboys – „Boom, Boom, Boom, Boom!!”)
8. Czy to możliwe? (Cher – „Believe”)
9. Niech żyje Pracuś! („His Name Is Handy”)
10. Jak pogonić kota? (Ricky Martin – „Livin’ la Vida Loca”, polska wersja: Michał Gielniak - „Szalone życie”)
11. Smerfny koncert bez prądu (Geri Halliwell – „Mi Chico Latino”)
12. Smerfobus („The Smurfland Bus”)

### Smerfne Hity 7(20 maja2000)[15]
1. Jak zostać królem śmiechu (Enrique Iglesias – „Rhythm Divine”, polska wersja: Michał Gielniak - „Boski rytm”)
2. Smerfujemy od lat („Smurfing Along”)
3. Ten kotek nigdy nie zmądrzeje (Eiffel 65 – „Blue (Da Ba Dee)”)
4. Kochamy lato (Krzysztof Kasowski – „Maczo”)
5. Smerfny jak Smerf („Smurfery Smurf”)
6. Międzynarodowy dzień lenia (Alice DeeJay – „Back in My Life”)
7. Loczek blond (Cher – „Strong Enough”)
8. Rozejrzyj się za Smerfem (Vengaboys – „Kiss (When the Sun Don’t Shine)”, polska wersja: Patrycja - „Piosenka na Dzień Dobry”)
9. Smerfny styl („Doing it Smurf Style”)
10. Brawo, Smerfy, brawo! (Modern Talking – „Sexy Sexy Lover”)
11. Weź się w garść (Geri Halliwell – „Look at Me”)
12. Samotny mały Smerf („Lonely Little Smurf”)

### Smerfne Hity 8(2 grudnia2000)[16]
1. Czerwony Gargamel (Brathanki – „Czerwone korale”)
2. Smerfuj na rolkach („Roller Blade Smurf”)
3. Nie ma po co się smucić (Tina Turner – „When the Heartache Is Over”)
4. Dobranoc, smerfny dniu (Enrique Iglesias – „Be With You”)
5. Serce pik, pik, pik (Emilia – „Big Big World”)
6. Szał smerfowania („Bitten by the Smurfing Bug”)
7. Nie martw się, Ważniaku (French Affair – „My Heart Goes Boom”)
8. Bal wszystkich smerfów (Budka Suflera – „Bal wszystkich świętych”)
9. Sza, la, la czyli smerfna lekcja śpiewu (Vengaboys – „Shalala Lala”, polska wersja: Patrycja - „Słoneczna zabawa”)
10. Ratuj się kto może („Run for Your Life”)
11. Smerfuj z nami (Eiffel 65 – „Move Your Body”)
12. Ciamajda – beksa! (Loona – „Latino Lover”)
13. Smerfolandia – to smerfne życie („The Smurfing Life”)

### Smerfne Hity 9(26 maja2001)[17]
1. Baw się jak Smerf (Natalia Oreiro – „Cambio Dolor”, polska wersja: Lena – To serca rytm)
2. Smerf na trapezie („The Smurf on the Flying Trapeze”)
3. Piosenka Smerfetki (Ha-Dwa-O! – „Zatrzymaj mnie”)
4. To jest szczęście (Lionel Richie – „Angel”)
5. Papa Smerf powie („Tell Us Papa Smurf”)
6. Las Smerfów (Stachursky – „Zostańmy razem”)
7. Gdzie ta nasza Smerfetka (Eros Ramazzotti – „Fuoco Nel Fuoco”)
8. Cudowny Smerfów świat („The World of Smurfs”)
9. Smerfny hymn na cześć lata (Mietek Szcześniak – „No co Ty na to?”)
10. Małe smerfne pranko (Sonique – „I Put a Spell on You”)
11. Smerf ma swój czar (Anita Lipnicka – „Moje oczy są zielone”)
12. Gdyby świnki mogły latać („If Pigs Could Fly”)

### Smerfne Hity 10(26 listopada2001)[18]
1. W młynie w kominie (Brathanki – „W kinie, w Lublinie”)
2. Smerf – perkusista („Smurfury Drums”)
3. Smerfnych jagód smak (Ronan Keating – „Life Is a Rollercoaster”)
4. Na zdjęciu Smerfów brakuje pięciu (Łzy – „Agnieszka”)
5. Zostałeś zasmerfowany („You've Been Smurfed”)
6. Smerfna hopsasanka (Roxette – „The Centre of the Heart”)
7. Naj (Varius Manx – „Maj”)
8. Klakier (Shaggy – „Angel”)
9. Trzymaj ze Smerfami („Grooving with the Smurfs”)
10. Wielki smerfny tort (Geri Halliwell – „It's Raining Men”)
11. Smerfy są milutkie (No Angels – „Daylight in Your Eyes”)
12. Mądrala (Kaja Paschalska – „Przyjaciel od zaraz”)
13. Piosenkarz Smerf-kapeli („The Singer in the Smurf Band”)

### Smerfne Hity 11(2 grudnia2005)[19]
1. Jak Smerfetka zagadała zegarynkę (O-Zone – „Dragostea din tei”)
2. Miotła Hogaty (Ewelina Flinta – „Żałuję”)
3. Smerfujemy („Do You Smurft Me ?”)
4. Smerfnych jagód koszyk (Ivan i Delfin – „Jej czarne oczy”)
5. Smerfny piknik (Jamelia – „Superstar”)
6. Smerfy to my („My friends and Me”)
7. Słodki sen Łasucha (Brainstorm – „Maybe”)
8. Smerfna moda w tym sezonie (Kasia Klich – „Lepszy model”)
9. Smerfetko… („Oh Smurfette”)
10. Jak ja nie cierpię tych okropnych Smerfów (Sidney Polak – „Otwieram wino”)
11. Sens życia według Śpiocha (Monika Brodka – „Dziewczyna mojego chłopaka”)
12. Kiedyś się najem (Reni Jusis – „Kiedyś cię znajdę”)
13. Smerfastycznie („Smurfery Perfect”)

### Smerfne Hity – Na Lato(19 maja2006)[20]
1. Bądź zawsze w formie czyli Smerfitness Klub (Amy Diamond – „What's In It For Me”)
2. Smerfolenie (Kombii – „Pokolenie”)
3. Kochany Papa Smerf („Papa Smurf We Love You”)
4. Zabawa w chowanego (Blog 27 – „Hey Boy”)
5. Sto spraw na głowie Papy Smerfa (Reni Jusis – „Kilka prostych prawd”)
6. Świat jest pełen cudów („The World Is Full Of Wonder” )
7. Smerfetko (Bartek Wrona – „Maria”)
8. Piosenki Smerfetki (Goya – „Smak słów”)
9. Smerfne Abecadło („Smurf Alphabet”)
10. Dzień Smerfusia (Kasia Kowalska – „Prowadź mnie”)
11. Wyluzuj się, Klakier (Virgin – „Znak pokoju”)
12. Smerfny sposób na humorek zły (Agata Torzewska – „Goodbye”)
13. Smerfuje świat („Smurfing on down”)

### Smerfne Hity(6 marca2012)[21]
1. Mówi Gargamel (Maroon 5, Christina Aguilera – „Moves Like Jagger”)
2. Piękny Laluś (Justin Bieber feat. Ludacris – „Baby”)
3. Gada, ciągle gada (Blue Café – „DaDa”)
4. Smerfuj z nami (Shakira ft. Freshlyground – „Waka Waka”)
5. Ten Smerf (Ewa Farna – „Bez Łez”)
6. Smerfojagody (Lucenzo & Don Omar – „Danza Kuduro”)
7. Piosenka Śpiocha (Taio Cruz, Kylie Minogue – „Higher”)
8. Święto błękitnego księżyca („Smurfey Mood”)
9. Marzyciel (Video – „Środa Czwartek”)
10. Pieśń Pracusia (Stromae – „Alors on danse”)
11. Wioska Smerfów („Yeah Yeah Smurfs”)